# Umberto Lupi
Umberto Lupi (Trieste, 22 giugno 1941) è un cantante italiano.

## Biografia
Umberto LUPI
Esponente di rilievo della musicalità triestina, fin dalla sua partecipazione al festival di Sanremo 1976, si è imposto all'attenzione di un pubblico non solo locale. Nato e cresciuto a Trieste, da sempre innamorato della sua città, l'ha resa protagonista di una nutrita antologia musicale, che ha più volte voluto condividere anche con le comunità dei nostri conterranei, sparse nel mondo: tantissime infatti le sue tournée nazionali ed internazionali, dall’Europa all’Australia, dagli Stati Uniti al Sud America, al Sud Africa, con l’esecuzione di canzoni da lui scritte in omaggio alla terra natale o attinte dalla tradizione locale. Ma non solo.
La produzione dialettale, alternata infatti ad un ampio repertorio internazionale, lo ha posto fra i migliori interpreti italiani di piano bar. E sono senz’altro di rilievo gli spettacoli che realizza con il suo gruppo di solisti.
Con l’intendimento di conservare la tradizione e la cultura musicale folkloristica triestina, nel 1978 ha fondato la PDL (Produzioni Discografiche Lupi) con la cui etichetta ha realizzato raccolte non solo delle proprie esecuzioni, ma anche di quelle di altri artisti e gruppi musicali.
Ideatore della manifestazione estiva, che da 15 anni lo vede portare con gran successo la musica nostrana nelle piazze e nei rioni di Trieste, confessa derivargli gratificante emozione dalla realizzazione del progetto “SETTE NOTE IN DIALETTO”, con l’insegnamento di canzoni in vernacolo ai piccoli allievi delle scuole materne ed elementari, che in tal modo apprendono anche parole dialettali desuete ed il relativo significato. Senz’altro considerevole il numero dei bambini partecipanti, che ha raggiunto un totale di oltre 3.000 unità, risultando espressione musicale collettiva, sicuramente unica in Italia ad essere seguita e coordinata da un’unica persona - ovvero lo stesso Lupi - che del progetto è anche l’ideatore.
Fra gli impegni attuali, quello proteso a riuscire a portare in scena la commedia musicale CHE BEL CHE XE L’AMOR, di cui ha composto le musiche su libretto di Edda Vidiz e Gino Landi. Il famoso regista e coreografo ha entusiasticamente aderito al progetto, dando fin da subito anche la disponibilità alla regia del lavoro, il cui CD promo - con la raccolta dei più significativi brani musicali - ha ottenuto unanime apprezzamento presso firme di prestigio della ribalta musicale.
Nel 2012 - 2013  - A seguito del grande successo ottenuto dalle rappresentazioni del musical “Maximilian, il Principe di Miramare”,  musica & orchestrazione di Umberto Lupi, libretto & liriche di Edda Vidiz, andate in scena il 24 e 25 agosto 2012 nel piazzale antistante il Castello di Miramare, è stato riproposto al teatro Bobbio i gg. 1 e 2 febbraio versione originale integrale
Il lavoro si è ripresentato con la firma registica dell'eclettico Andrea Binetti, “principe” dell’operetta, che riveste anche i panni di Massimiliano.  Accanto a lui, una delle stelle di “MusicalStarTs”: la giovane, ma affermata Stefania Seculin, già applauditissima nelle vesti di Carlotta.
Dal 2 giugno 2006 Umberto Lupi è Cavaliere dell’Ordine al Merito della Repubblica Italiana.
negli anni sessanta, firma un contratto discografico con la Carosello con cui incide alcuni 45 giri usando il nome d'arte Berto; nel 1969 per un anno fa parte del complesso i Kent.di Milano dove alla batteria c'era Ciro Dammicco con cui scrive alcune canzoni  - Ciro, qualche anno più tardi forma il famoso gruppo "Daniel Sentacruz Ensemble" che sfonda nel mondo con la canzone Soleado - nel '76 si ritrovano al festival di Sanremo -
Nel 1976 partecipa al XXVI Festival di Sanremo, come gregario dei capigruppo Camaleonti e Sandro Giacobbe nella "Squadra Blu", eseguendo il brano melodico Una casa senza nome (di Pace-Panzeri-Pilat), non raggiungendo la finale. Questa canzone era stata provinata, anni prima, da Caterina Caselli.
.